# 伊登維爾鎮區 (密歇根州)
伊登維爾鎮區（英語：Edenville Township）是位於美國密歇根州密德蘭縣的一個行政鎮區。

## 地方資料
伊登維爾鎮區的面積為92.80平方千米，當中陸地面積為90.00平方千米，而水域面積為2.80平方千米。根據2020年美國人口普查的數據，當地共有人口2493人，而人口密度為每平方千米26.86人。